# 韋列尼
50°6′27″N 24°7′30″E / 50.10750°N 24.12500°E
韋列尼（烏克蘭語：Верени），是烏克蘭西部的村莊，隸屬利維夫州的利維夫區。該村始建於1780年，面積0.8平方公里，海拔高度218米，2001年人口177，人口密度每平方公里221.53人。